# Abd Allah at-Tall
Abd Allah at-Tall (ar. عبدالله التل; ur. 1918 w Irbidzie, zm. 1973 tamże) – jordański wojskowy, podpułkownik.

## Młodość
Urodził się w mieście Irbid położonym w północnej części Królestwa Transjordanii. Jego rodzice byli zamożni, dzięki czemu mógł ukończyć studia w Egipcie.

## Kariera wojskowa
Podczas II wojny światowej w 1941 zaciągnął się do British Army i rok później przeszedł szkolenie wojskowe na oficera. Służył w obszarze Kanału Sueskiego.
Po wojnie wyjechał do Transjordanii i rozpoczął służbę w Legionie Arabskim. W marcu 1948 otrzymał awans na majora i objął dowództwo 6 Regimentu. Podczas wojny domowej w Mandacie Palestyny jego regiment prowadził działania na drodze pomiędzy Hebronem a Betlejem. Jego dowódca, sir John Bagot Glubb, nakazał mu wycofanie wojsk z terytorium Mandatu Palestyny. Jednak 12 maja at-Tall poinformował, że jego siły zostały ostrzelane przez Żydów z kibucu Kefar Ecjon. Spowodowało to, że następnego dnia 6 Regiment Legionu Arabskiego przeprowadził szturm na kibuc. Po ciężkich walkach kibuc został zdobyty. At-Tall nie powstrzymał swoich żołnierzy, którzy zabili prawie wszystkich mieszkańców kibucu – 160 osób, w tym dzieci i kobiety (ocalały tylko 4 osoby). Zbezczeszczono ciała zabitych, a ocalałych żydowskich żołnierzy gwałcono, po czym okrutnie mordowano. Zabudowania kibucu zostały zrównane z ziemią.

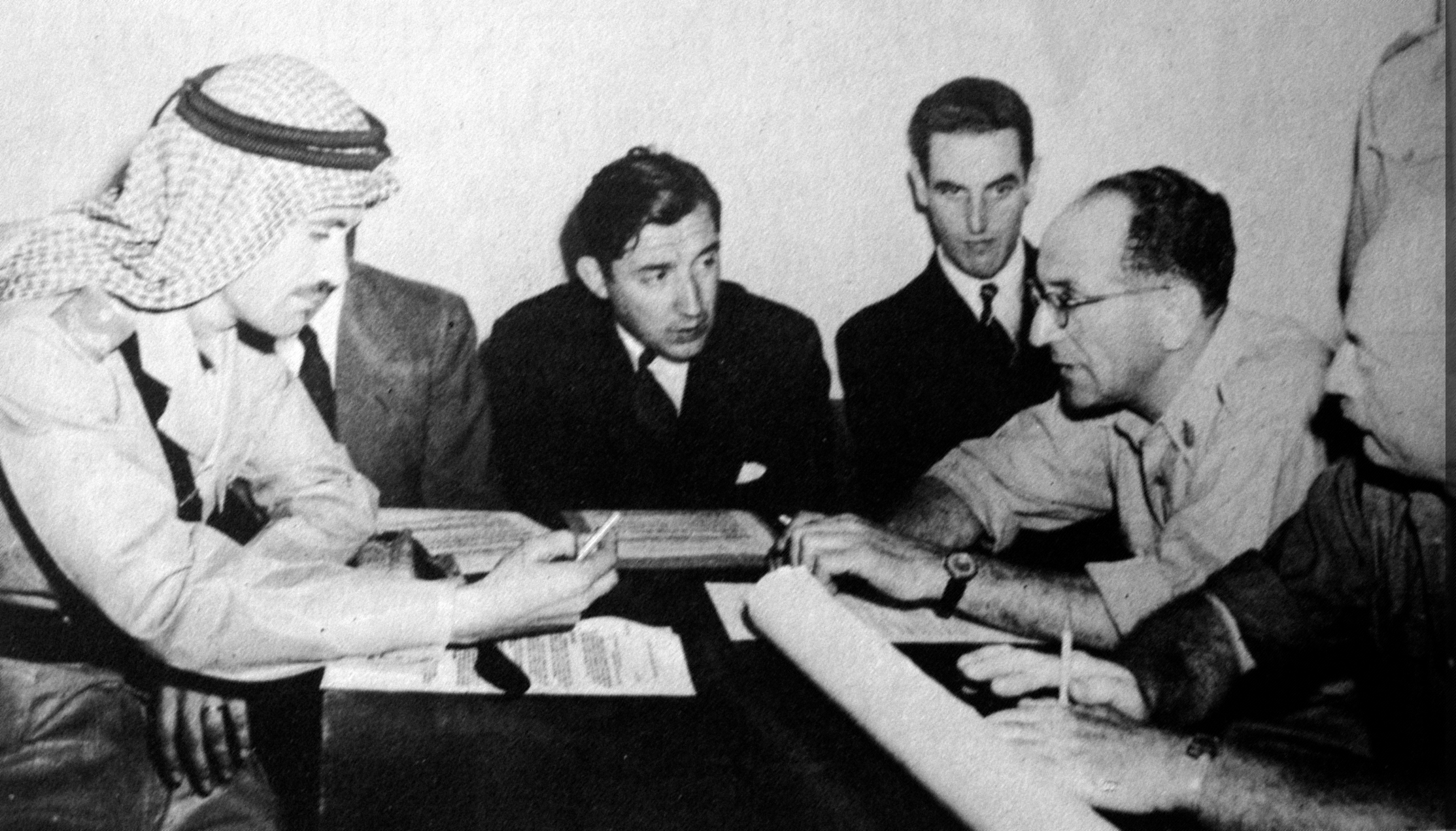
Jedno ze spotkań Abd Allaha at-Tall z izraelskim dowódcą Dawidem Sze’alti’elem

Na początku I wojny izraelsko-arabskiej at-Tall wkroczył do Mandatu Palestyny i stacjonował w rejonie miasta Ramallah. W dniu 17 maja otrzymał rozkaz wkroczenia ze swoim regimentem do Jerozolimy i przystąpienia do bitwy o Stare Miasto Jerozolimy. Rozkaz wykonał następnego dnia i bardzo szybko przejął inicjatywę strategiczną. Jego żołnierze metodycznie niszczyli Dzielnicę Żydowską, zmuszając 28 maja siły żydowskiej organizacji paramilitarnej Hagana do poddania się. Negocjacje w sprawie poddania się dzielnicy prowadził osobiście at-Tall, gwarantując w imieniu króla Abd Allaha I bezpieczeństwo cywilnych mieszkańców opuszczających Stare Miasto. Dzielnica Żydowska została zajęta przez Legion Arabski. Jordańczycy natychmiast przystąpili do usuwania wszystkich śladów żydowskości w mieście. Ogółem na Starym Mieście wysadzono 22 spośród 27 znajdujących się tam wcześniej synagog. Pozostałych pięć synagog zburzono w późniejszych latach.
Abd Allah at-Tall chciał natychmiast kontynuować natarcie na Zachodnią Jerozolimę, został jednak powstrzymany przez swoje dowództwo. Zamiast tego rozpoczął ostrzał artyleryjski, który trwał przez dwa tygodnie. W dniu 11 czerwca król Abd Allah I nakazał zawieszenie broni. W tym samym dniu król odwiedził Wschodnią Jerozolimę i awansował at-Talla na podpułkownika. Pod jego rozkazami znajdowały się trzy kompanie piechoty, stanowiące siły wojskowe Starego Miasta Jerozolimy. W następnych dniach odbyła się seria spotkań i negocjacji el-Tella z dowódcą sił izraelskich Dawidem Sze’alti’elem. Spotkania odbywały się w obecności obserwatorów ONZ. W ich rezultacie ustalono linie rozdzielające wojska izraelskie i jordańskie w mieście. W dniu 7 lipca zgodzono się, że Góra Skopus będzie strefą zdemilitaryzowaną pozostającą pod nadzorem sił międzynarodowych UNTSO. Dwa tygodnie później podpisano formalne ustanowienie zawieszenia broni w Jerozolimie. Rozejm był jednak nietrwały i bardzo często dochodziło do łamania jego warunków.

### Wojskowy gubernator Jerozolimy

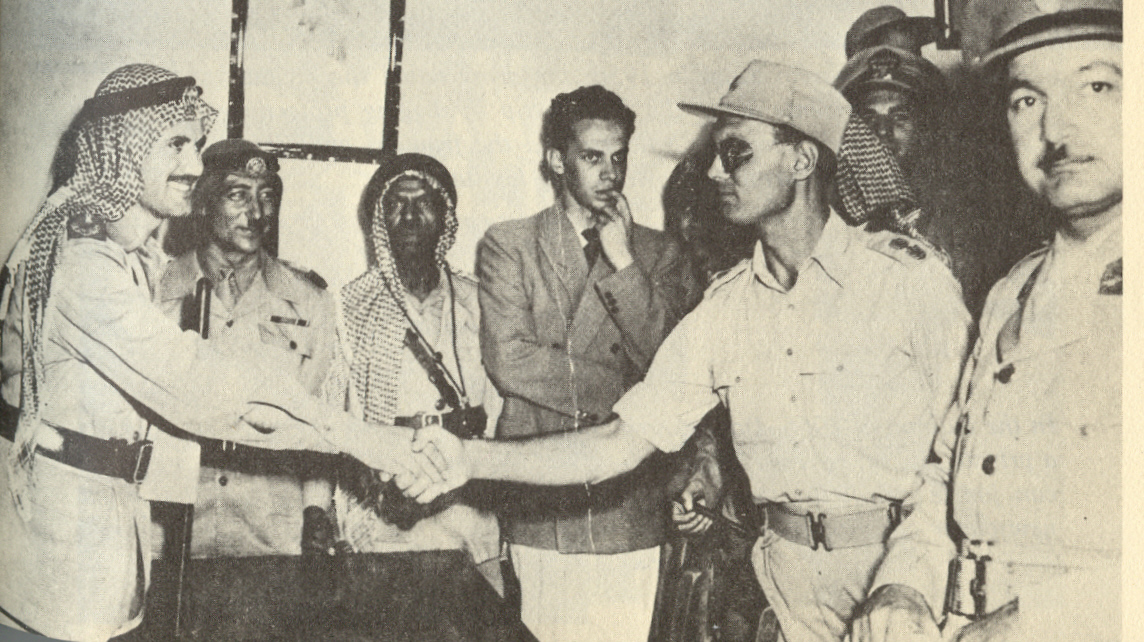
Abd Allah at-Tall i Mosze Dajan

Duże zaangażowanie polityczne at-Talla w sprawy Starego Miasta Jerozolimy, sprawiły, że jego dowódca sir John Bagot Glubb wyznaczył go na wojskowego gubernatora Jerozolimy. Przeprowadził on serię spotkań z izraelskim dowódcą Mosze Dajanem, które otworzyły drogę do zawarcie izraelsko-jordańskiego porozumienia o zawieszeniu broni.
W czerwcu 1949 at-Tall zrezygnował ze swojego urzędu. Okoliczności rezygnacji nie są jasne. Jego motywami mógł być protest przeciwko ustępliwej polityce króla Abd Allaha I lub odmowa awansu na generała brygady. Glubb odmówił mu awansu, ponieważ obawiał się wzrostu popularności at-Talla wśród palestyńskich Arabów. W rezultacie, at-Tall opuścił Jerozolimę i powrócił do rodzinnego Irbidu.

## Wygnanie
Latem 1949 at-Tall nawiązał kontakty z syryjskim prezydentem Husnim az-Za’imem i wyjechał do Syrii. Jednak 14 sierpnia 1949 az-Za’im został obalony i stracony w trakcie zamachu stanu zorganizowanego przez Samiego al-Hinnawiego. Pod koniec stycznia 1950 at-Tall wyjechał do Egiptu, gdzie zaangażował się w organizowanie grup partyzanckich nękających wojska brytyjskie w strefie Kanału Sueskiego. Starał się on utrzymywać kontakty z oficerami Legionu Arabskiego, których przekonywał, że król Abd Allah I jest zdrajcą.
Król został zamordowany 20 lipca 1951 w meczecie Al-Aksa w Jerozolimie a przebywający w Egipcie at-Tall został uznany współwinnym organizacji zamachu i zaocznie skazany na karę śmierci.

## Ostatnie lata życia
Dopiero w 1967 otrzymał przebaczenie od króla Husajna I i mógł powrócić do kraju. Zamieszkał w rodzinnym Irbidzie, gdzie w 1973 zmarł.